# Álvaro Roncal
Álvaro Roncal Rivera (Burlada, 1 de enero del 2000) es un futbolista español que juega como extremo derecho en el CD Vitoria de la Tercera División RFEF.

## Trayectoria
Formado en la UDC Txantrea, en julio de 2019 firma por la SD Eibar y es asignado al SD Eibar Urko, segundo filial del club, para disputar la categoría regional. Para la temporada 2021-22, asciende al CD Vitoria, primer filial, para jugar la recién creada Tercera División RFEF.
El 15 de diciembre de 2021 consigue debutar con el primer equipo, partiendo como titular en una victoria por 2-1 frente al CD Tenerife en Copa del Rey.

## Clubes
| Club          | País   | Año       |
| ------------- | ------ | --------- |
| UDC Txantrea  | España | 2019      |
| SD Eibar Urko | España | 2019-2021 |
| CD Vitoria    | España | 2021-Act. |
| SD Eibar      | España | 2021-Act. |